# Elm Mount Chess Club
Elm Mount Chess Club – irlandzki klub szachowy z siedzibą w Dublinie, mistrz kraju z 2024 roku.

## Historia
Klub został założony w połowie lat 70. W 2010 roku zespół wygrał Armstrong Cup. W sezonie 2011 zajął dziesiąte miejsce w National Club Championship, pięć lat później był dziewiąty, a w sezonie 2017 ósmy. W 2018 roku klub uzyskał piątą pozycję w mistrzostwach Irlandii. Sezon 2019 zakończył na trzeciej pozycji, za Gonzaga Chess Club i Trinity Chess Club. W 2024 roku Elm Mount Chess Club zdobył tytuł mistrza kraju.